# Tetramorium coloreum
Tetramorium coloreum är en myrart som beskrevs av Mayr 1901. Tetramorium coloreum ingår i släktet Tetramorium och familjen myror. Inga underarter finns listade i Catalogue of Life.